# Jean-Baptiste Baillière
Jean-Baptiste Marie Baillière, född den 20 november 1797 i Beauvais (Oise), död den 8 november 1885 i Paris, var en fransk bokförläggare och bokhandlare.
Baillière började sin affär i Paris 1818 och tillvann den ett ansett namn på medicinens och naturvetenskapernas område. Firman (J.B. Baillière et fils) innehades sedan av hans söner och sonson. Bland dess förlagsartiklar märks särskilt den av Jaccoud redigerade Nouveau dictionnaire de médecine et de chirurgie pratique (40 band, 1864–1886), Littrés Dictionnaire de médecine et de chirurgie (17:e upplagan 1893), Encyclopédie internationale de chirurgie samt de populärvetenskapliga samlingsverken Bibliothèque scientifique contemporaine (125 band, 1885 ff.) och Bibliothèque des connaissances utiles (1887 ff.).